# Enricomincio da me
Enricomincio da me è stato un programma televisivo italiano di genere one-man show di Enrico Brignano, andato in onda in prima serata su Rai 2 il 15 gennaio 2024 e replicato l'8 luglio 2025.

## Descrizione
Lo spettacolo in tour andò in scena all'Arena Sferisterio di Macerata alla fine di agosto 2023, per il ciclo Macerata Opera festival 2023, ed è stato registrato in presa diretta dalla Rai.

## Colonna sonora
Le musiche originali sono curate da Andrea Perrozzi, mentre le coreografie sono di Irma Di Paola.

## Ascolti
| Messa in onda   | Ascolti        | Ascolti |
| Messa in onda   | Telespettatori | Share   |
| --------------- | -------------- | ------- |
| 15 gennaio 2024 | 1 135 000      | 6,9%    |